# الهادس (السياني)

تعديل مصدري - تعديل

الهادس هي إحدى قرى عزلة الهادس بمديرية السياني التابعة لمحافظة إب، بلغ تعداد سكانها 182 نسمة حسب تعداد اليمن لعام 2004.